# Яков Готовац
Яков Готовац е хърватски композитор и диригент.
Автор е на най-известната хърватска опера „Еро от оня свят“, която се играе за първия път в Загреб през 1935 г. Поставяна е и в България. Автор е общо на общо 8 опери.

## Биография
Готовац е роден на 11 октомври 1895 г. в Сплит (тогава част от Австро-Унгария). Отива да учи право в Загреб, но започва да пише музика през 1920 г. Във Виена учи в класа на Йохан Маркс.
През 1922 г. се връща у дома и основава Филхармоничното общество в Шибеник. През 1923 г. се премества в Загреб, където запазва работата си като диригент и композитор до смъртта си. Между 1923 и 1958 г. е диригент в Хърватския национален театър и е ръководител на академичното музикално общество „Младост“ и на хор „Владимир Назор“.
Най-известното му произведение без никакво съмнение е „Еро от оня свят“. Тази опера е изпълнена по всички континенти, с изключение на Австралия и е преведена на 9 езика. Тя е била изпълнена в повече от 80 театри само в Европа. Той също пише много други произведения за оркестър, както и вокална музика, пиано парчета и др.
В своите трудове Готовац представлява къснонационалния романтизъм, като основен източник на идеи и вдъхновение черпи от националния фолклор.
Готовац умира на 87 години в Загреб (тогава Югославия) на 16 октомври 1982 г.